# Индийская организация поощрения торговли
Индийская организация поощрения торговли — правительственное агентство Индии, ответственное за содействие внешней торговли страны. ОСИТ является miniratna PSE из Govt. Индии. ОСИТ, за время своего существования из почти трех десятилетий, в форме выставки управление Индии и торговли Development Authority, сыграла активную роль в стимулировании торговли, инвестиций и процессов передачи технологий. Его рекламные инструменты включают в себя организацию ярмарок и выставок в Индии и за рубежом, Встречи продавцов-покупателей, программы по продвижению товаров, продвижение товаров через зарубежные универмаги, обзоры рынка и распространение информации, установление прочных контактов между индийскими поставщиками и зарубежными покупателями, организация семинаров и конференций по торговой тематике, стимулирование экспорта, проведение исследований по вопросам торговли и развития экспорта.